# Laramate
Laramate é um distrito do peru, departamento de Ayacucho, localizada na província de Lucanas.

## Transporte
O distrito de Laramate é servido pela seguinte rodovia:
- AY-111, que liga a cidade de Ocaña ao distrito de Llauta
- PE-30D, que liga o distrito de Palpa (Região de Ica) à cidade de Los Morochucos (Região de Ayacucho) [1][2][3]